# Francia en los Juegos Paralímpicos de Albertville 1992
Francia estuvo representada en los Juegos Paralímpicos de Albertville 1992 por un total de 31 deportistas, 28 hombres y tres mujeres.

## Medallistas
El equipo paralímpico francés obtuvo las siguientes medallas:
| Nombre                                  | Deporte        | Evento                                |
| --------------------------------------- | -------------- | ------------------------------------- |
| Oro                                     |                |                                       |
| Lionel Brun                             | Esquí alpino   | Eslalon LW6/8 masculino               |
| Lionel Brun                             | Esquí alpino   | Eslalon gigante LW6/8 masculino       |
| Stéphane Saas                           | Esquí alpino   | Eslalon gigante B2 masculino          |
| Stéphane Saas                           | Esquí alpino   | Supergigante B2 masculino             |
| Jean-Yves Arvier                        | Esquí de fondo | 5 km distancia corta LW6/8 masculino  |
| André Favre                             | Esquí de fondo | 20 km distancia larga LW2,4 masculino |
| Plata                                   |                |                                       |
| Nadine Laurent                          | Esquí alpino   | Eslalon LW2 femenino                  |
| Jean-Luc Jiguet                         | Esquí alpino   | Descenso LW1,3,5/7,9 masculino        |
| Jean-Luc Jiguet                         | Esquí alpino   | Eslalon LW1,3,5/7,9 masculino         |
| Jean-Luc Jiguet                         | Esquí alpino   | Supergigante LW1,3,5/7,9 masculino    |
| Bronce                                  |                |                                       |
| Nadine Laurent                          | Esquí alpino   | Eslalon gigante LW2 femenino          |
| Tristan Mouric                          | Esquí alpino   | Eslalon LW1,3,5/7,9 masculino         |
| Tristan Mouric                          | Esquí alpino   | Eslalon gigante LW1,3,5/7,9 masculino |
| Lionel Brun                             | Esquí alpino   | Descenso LW6/8 masculino              |
| Ludovic Rey-Robert                      | Esquí alpino   | Descenso LW11 masculino               |
| Luc Sabatier                            | Esquí de fondo | 10 km distancia corta B1 masculino    |
| Luc Sabatier                            | Esquí de fondo | 30 km distancia larga B1 masculino    |
| Jean-Yves Arvier                        | Esquí de fondo | 20 km distancia larga LW6/8 masculino |
| Elie Zampin Hervé Le Moing Luc Sabatier | Esquí de fondo | 3 × 5 km B1-3 masculino               |